# 46. Armee (Rote Armee)
Die 46. Armee (russisch 46-я армия) war ein Großverband der Roten Armee, der im Zweiten Weltkrieg am südlichen und mittleren Abschnitt der sowjetischen Westfront eingesetzt wurde. 1942/43 kämpften die Truppen im Hoch-Kaukasus, 1943 in der Ukraine, 1944 in Rumänien und Ungarn und im letzten Kriegsjahr im österreichisch-böhmischen Grenzbereich.

## Geschichte

### 1941
Die 46. Armee wurde am 1. August 1941 auf Grundlage der Stawka-Weisung vom 23. Juli aus dem Kommando des 3. Schützenkorps im Transkaukasischen Militärbezirks gebildet. Sie wurde mit der Aufgabe betraut, die Sicherung der grusinischen Staatsgrenze zur Türkei vom Schwarzen Meer bis zum Berg Utsch-Tapalar und der Schwarzmeerküste im Abschnitt Poti-Suchumi zu gewährleisten.
Am 1. September 1941 umfasste die Armee folgende Verbände:
- 4. Schützendivision, die 9. und 47. Gebirgs-Schützendivision, 51. befestigter Raum, die Artillerieregimenter 457., 547. und 647, das 547. Haubitzen-Artillerie-Regiment, 151., 365., 388. Separate Flak-Artillerie-Bataillone, 51. und 75. Ingenieurbataillon und 7. separaten Panzerzug.

Am 21. Dezember übernahm Generalmajor Alexander Alexandrowitsch Chadejew das Oberkommando. Am 30. Dezember 1941 wurde die 46. Armee Teil der Kaukasischen Front.

### 1942
Am 28. Januar 1942 wurde die 46. Armee dem Transkaukasischen Militärbezirk zugeordnet und am 15. Mai der 2. Formation der Transkaukasusfront unterstellt. Während des deutschen Unternehmens Edelweiß (Juli 1942) hatte das unterstellte 3. Schützenkorps die Aufgabe – die Pässe von Norden durch den Kaukasus-Hauptkamm – von Mamison bis Beloretschensk zu decken. Der Armee waren dabei unterstellt:
3. Schützenkorps
- 47. Gebirgs-Division
- 228. Schützendivision
- 341. Schützendivision
- 9. Gebirgsjäger-Division
- 31. Schützendivision
- 40. Schützenbrigade

Ab 15. August lieferten sich die Armeetruppen mit den deutschen Truppen erbitterte Kämpfe um die Zugänge in Zentralkaukasien.

### 1943
Von Januar bis März 1943 nahm die 46. Armee als Teil der Schwarzmeer-Gruppe der Transkaukasischen Front und ab 6. Februar – der Nordkaukasischen Front an der Nordkaukasischen Operation teil. Im Zuge dieser Operationen wurden die Städte Maikop (29. Januar, in Zusammenarbeit mit den Partisanen) und Krasnodar (12. Februar, in Zusammenarbeit mit der 18. Armee) zurückerobert. Am 11. März erreichten die Armeetruppen den Kuban-Abschnitt im Gebiet südlich von Troizkaja, wo sie in die Defensive übergingen. Am 3. März 1943 wurde das Armeeoberkommando in Frontreserve und am 30. März in die Stawka-Reserve zurückgezogen, die 46. Armee trat am 10. April zur Reservefront und am 15. April zum Steppen-Militärbezirk über.
Am 8. August wurde die Armee zur Südwestfront (ab 20. Oktober – die 3. Ukrainische Front) verlegt und nahm ab 24. August an der Donbass Operation (13. August – 22. September 1943) und der anschließenden Überquerung des Dnjepr teil. Ab 5. Oktober führten die Truppen der 46. Armee Abwehrkämpfe um die Brückenköpfe am Dnjepr, östlich von Dneprodscherschinsk und bis Anfang Dezember bei Kriwoj Rog. Am 25. Oktober befreite die Armee Dneprodscherschinsk und zusammen mit der 8. Gardearmee – Dnjepropetrowsk.

### 1944
Im Frühjahr 1944 operierte die 46. Armee als Teil der 3. Ukrainischen Front bei der Befreiung der Ukraine am rechten Ufer des Dnjepr. Bei der Nikopol-Kriwoi Roger Operation (30. Januar – 29. Februar), Beresnegowatoje-Snigirjower Operation (6.–18. März) und der Odessaer Operation (26. März – 14. April) wurde am 5. Februar im Zusammenwirken mit der 8. Gardearmee Apostolowo zurückerobert. Am 22. Februar rückte das 6. Garde-Schützenkorps und das 34. Schützenkorps in die östlichen und südöstlichen Außenbezirke von Kriwoj Rog ein, während das 82. Schützenkorps (Generalmajor P. G. Kusnezow) der 37. Armee von Nordosten in die Stadt eindrang.
Armeegliederung am 1. März 1944
- 6. Garde-Schützenkorps, Generalmajor G. P. Kotow (20. Garde- und 353. Schützendivision)
- 31. Garde-Schützenkorps, Generalmajor A. I. Ryschkin (4., 34. und 40. Garde-Schützendivision)
- 34. Schützenkorps, Generalmajor I. S. Kosobutzki (48. Garde- 236. und 394. Schützendivision)

Das 6. Garde-Schützenkorps wurde Mitte März 1944 abgezogen, neu unterstellt wurde das 32. Schützenkorps (Generalmajor D. S. Scherebin) mit der 60. Garde-, 259. und 266. Schützendivision. Bis zum Abend des 14. April erreichten die Truppen der 46. Armee die Mündung des Dnjestr bei Palanka und eroberten einen Brückenkopf südöstlich von Raskajewitza.
Von August bis September 1944 nahm die Armee an der Operation Jassy-Kischinew (20.–29. August) teil. Am 20. August durchbrach die 46. Armee im Rahmen der 3. Ukrainischen Front die rumänisch-deutsche Verteidigung und eroberte am 22. August Akkerman, wobei sie im Rücken der rumänischen 3. Armee zum Fluss Kogalnig durchbrach. Die 46. Armee drängte die rumänischen Truppen bis an die Küste des Schwarzen Meeres zurück, wo diese am 24. August den Widerstand einstellte. Am selben Tag landeten die Schiffe der Donau-Militärflottille Truppen bei Wilkowo. Bis Anfang September erreichte die nach Bulgarien in drei Marschkolonnen vorgehende Armee die Linie Giurgiu – Silistra – Kubrat. Am 20. September wurde die 46. Armee während der Belgrader Operation der 2. Ukrainischen Front überstellt: Am 8. Oktober griff die Armee nördlich von Belgrad an. Das 10. Garde-Schützen-Korps griff Vršac an und befreite am 5. Oktober Pancevo gegenüber schwachem Widerstand. Das 10. Garde-Schützenkorps griff Belgrad von Norden und Nordosten an. Das 31. Garde-Schützenkorps rückte durch die Wojwodina zur Tisza vor, das 37. Schützenkorps rückte über Timisoara in Richtung Kikinda vor und drängte dabei Teile der 4. SS-Polizeidivision und ungarische Truppen nach Norden zurück. Während der Debrecener Operation rückten die Armeetruppen in Richtung Szeged vor, das in der Nacht vom 10. zum 11. Oktober besetzt wurde.
Am 29. Oktober 1944 eröffnete die 2. Ukrainische Front den Kampf um Ungarn: die 46. Armee drang aus dem Raum nordwestlich Szeged gegen Budapest vor. Die 7. Artillerie-Durchbruchsdivision (11., 9. Garde- und 17. leichten Artillerie-Brigade, der 25. Haubitzen-Artillerie-Brigade, der 105. schweren Haubitzen-Artillerie-Brigade und der 3. Mörserbrigade) unterstützte die Armee, im Schwerpunkt operierte da 2. Garde-mechanischen Korps. Die Front der ungarischen 3. Armee (General József Heszlényi) wurde vom 37. Schützenkorps und dem 2. mechanischen Korps auf 25 Kilometer Breite aufgerissen. Ein deutscher Gegenangriff scheiterte, Kecskemét fiel am 31. Oktober in die Hände der 46. Armee.
Armeegliederung am 1. Dezember 1944
- 10. Garde-Schützenkorps (49., 86. Schützendivision)
- 23. Schützenkorps (68. Garde-, 99. und 316. Schützendivision)
- 59. Garde- und 320. Schützendivisionen
- 180. Schützen-Division
- 38. Flak-Artillerie-Division (1401., 1405., 1709. und 1712. Flak-Artillerie-Regiment)
- Artillerie-Regimenter 991., 1505. und 1897
- 51. Ingenieurbrigade

In der Nacht zum 4. Dezember überquerte die Armee während des Angriffs auf Budapest die Donau. Am 5. Dezember griff das 37. Schützenkorps die Stellungen der 271. Volksgrenadier-Division südlich von Budapest an. Das 37. Schützenkorps wurde daraufhin von der 8. Panzerdivision schwer angegriffen, am selben Tag landete die Armee auf der Insel Chepel. Am 9. Dezember stand die Armee vor Ercsi, die 3. Ukrainischen Front schloss am Velencer See an. Die 46. Armee erlitt beim Vormarsch schwere Verluste und wurde am 14. Dezember der 3. Ukrainische Front unterstellt. Am 22. Dezember fiel Vál an das 2. mechanisierten Gardekorps, am 24. Dezember schloss sich die 46. Armee den Vorstoß der 6. Garde-Panzerarmee an. Am 25. Dezember 1944 war Budapest durch die sowjetische 46. Armee (37. und 23. Schützenkorps am Süd- und Westabschnitt) und die 7. Gardearmee (Nord- und Ostabschnitt) völlig eingeschlossen, zusätzlich wurde als Reserve das 75. Schützenkorps und die 53. Armee (General I. M. Managorow) an den Einschließungsring herangezogen.

### 1945
Von Ende Oktober 1944 bis Mitte Februar 1945 nahm die Armee an der Budapester Operation (29. Oktober 1944 – 13. Februar 1945) teil, zuletzt ab 21. Februar 1945 als Teil der 2. Ukrainischen Front.
Armeegliederung Februar 1945
75. Schützenkorps – Generalmajor Adrian Sacharowitsch Akimenko
- 53. Garde-Schützen-Division – Generalmajor Iwan Iwanowitsch Burlakin
- 180. Schützen-Division – Oberst Ilija D. Andrjukow
- 223. Schützen-Division – Oberst Ahnaw Gainutdinowitsch Sagitow
- 108. Garde-Schützen-Division Oberst Sergei Illarionowitsch Dunajew, ab 11. März Oberst Dmitri Grigorjewitsch Piskunow
- 305. Schützen-Division – Generalmajor A. F. Wassiljew

68. Schützenkorps – Generalmajor Nikolai Nikolajewitsch Skodunowitsch
- 59. Garde-Schützen-Division – Generalmajor Georgi Petrowitsch Karamyschew
- 297. Schützen-Division – Oberst Andrei Ignatjewitsch Kowtun-Stankewitsch

23. Schützenkorps – Generalmajor Michail Frolowitsch Grigorowitsch
- 19. Schützen-Division – Oberst Stepan Wassiljewitsch Salyschew
- 99. Schützen-Division – Oberst Sachari Tatewosowitsch Derzjan
- 316. Schützendivision – Oberst G. S. Tschebotarew
- 252. Schützen-Division – Generalmajor Iwan Gorbatschow
- 25. Garde-Schützen-Division – Generalmajor Alexander Michailowitsch Peremanow

10. Garde-Schützenkorps Generalleutnant Iwan Andrejewitsch Rubanjuk
- 49. Garde-Schützen-Division – Generalmajor Wassili Filippowitsch Margelow
- 86. Garde-Schützen-Division – Oberst Wassili Pawlowitsch Sokolowski
- 109. Garde-Schützen-Division – Oberst Ilja Wasilewitsch Baldinow

Bei der Wiener Operation (16. März – 15. April) startete die 46. Armee am 17. März ihren Angriff in nordwestlicher Richtung, das am 19. März zum Durchbruch angesetzte 2. Garde-mechanische Korps (Generalleutnant K. W. Swiridow) erreichte am nächsten Tag die Donau in der Region Tata und griff die deutsche Gruppierung bei Esztergom von Südwesten an. Am 22. März wurde der 46. Armee zusätzlich das 23. Panzerkorps (Generalmajor A. O. Achmanow) zugeteilt, dieses überschritt die Raab bei Árpás und umfasste Ende März Győr, während das 2. Garde-mechanisierten Korps den Vorstoß über Komárom führte. Die Aufgabe der 46. Armee bestand darin, nordöstlich des Neusiedler Sees mit dem 10. G.S.K. und dem neu zugeführten 18. Garde-Schützenkorps (Generalmajor I. M. Afonin mit 52., 109. und 317. G.S.D.) in erster Staffel und dem 23., 68. und 75. Schützenkorps in zweiter Staffel eiligst mit 13 Schützendivisionen die Donau zwischen Bruck und Bratislava zu erreichen, um die 3. Ukrainische Front vom Osten her bei der Einnahme von Wien zu unterstützen. Das 23. Panzerkorps durchbrach die Reichschutzstellung bei Rohrau und rückte gegenüber der deutschen 6. Panzer-Division über Gallbrunn nach Schwadorf durch, während das 2. Garde-mechanisierte Korps die Donau entlang, über Haslau auf Fischamend operierte. Am 6. April wurde die Donau zwischen Maria Ellend und westlich von Hainburg überschritten. Die Donau-Flottille unter Konteradmiral Cholostjakow setzte dabei innerhalb von fünf Tagen mehr als 70.000 Soldaten, 567 Geschütze und anderes militärisches Material auf das nördliche Donauufer über. Das über Markgrafneusiedl auf Süßenbrunn auf Wien-Donaustadt vorrückende 75. Schützenkorps und das 2. Garde-mechanisierte Korps verlegte den aus Wien nach Norden zurückflutenden deutschen Truppen den Rückzug. Das 23. Panzerkorps besetzte am 11. April Deutsch-Wagram.
Die Truppen der 46. Armee beendeten die Kämpfe nach der Teilnahme an der Prager Operation (6.–11. Mai), wobei die Linie Budweis – Pregarten erreicht wurde.
Im Juli – September 1945 wurde die Armee in den Militärbezirk Odessa verlegt und am 25. September aufgelöst.

## Führung
Oberbefehlshaber
- Generalleutnant Sergei Iwanowitsch Tschernjak (30. Juli – 21. Dezember 1941)
- Generalmajor Alexander Alexandrowitsch Chadejew (21. Dezember 1941 – 28. April 1942)
- Generalmajor Wassili Fadejewitsch Sergazkow (28. April – 28. August 1942)
- Generalleutnant Konstantin Leselidse (28. August 1942 – 25. Januar 1943)
- Generalmajor Iwan Pawlowitsch Rosly (25. Januar – 10. Februar 1943)
- Generalmajor Alexander Iwanowitsch Ryschow (11. Februar – 22. März 1943)
- Generalmajor Grigori Petrowitsch Kotow (interim, 23. März 1943 – 8. April 1943)
- Generalleutnant Wassili Wassiljewitsch Glagolew (23. März 1943 – 27. Mai 1944)
- Generalleutnant Iwan Timofejewitsch Schljomin (27. Mai 1944 – 16. Januar 1945)
- Generalmajor Michail Sergejewitsch Filippowski (16. Januar – 4. März 1945)
- Generalleutnant Alexander Wassiljewitsch Petruschewski (4. März – 9. Mai 1945)

Mitglieder des Militärrats
- Brigadekommissar W. N Jemeljanow (August 1941 – November 1942)
- Oberst G. G. Sinakojew (November 1942 – November 1943)
- Generalmajor G. L. Tumanjan (November 1943 – Januar 1944)
- Generalmajor P. G. Konowalow (Januar 1944 bis Kriegsende)

Stabschefs
- Oberst A. P. Rasskasow (Juli 1941 – Oktober 1942)
- Generalmajor M. G. Mikeladse (Oktober 1942 – Mai 1943)
- Generalmajor W. F. Bogdanowitsch (Mai – Dezember 1943)
- Generalmajor M. J. Birman (Dezember 1943 bis Kriegsende)